# Atemptat contra l'ambaixada xinesa a Bixkek
El 30 d'agost de 2016, un cotxe va travessar les portes de l'ambaixada de la República Popular de la Xina a Bixkek, la capital del Kirguizstan, i va explotar. El conductor del cotxe, un militant uigur, va morir i tres treballadors de l'ambaixada van resultar ferits.

## Context
Hi ha fortes crítiques en la comunitat internacional pel tractament que la República Popular de la Xina dona als uigurs a la regió de Xinjiang, on el govern xinés ha dut a terme dues de les mesures del més polèmiques; la concentració d'uigurs en "camps de reeducació" i l'esteralització massiva de les dones uigurs. El govern xinés només reconeix la primera, si bé inicialment ho negava però davant de les proves ho va admetre però van negar que es tractés d'un genocidi sinó una "mesura necessària per fer front al terrorisme separatista". La República del Kirguizstan no ha criticat mai el genocidi cultural dels uigurs ja que, segons el llavors ministre d'Afers Exteriors Chingiz Aidarbekov considera que no hi ha "proves concretes d'abusos dels drets a Xinjiang" i que les autoritats xineres havien estat "molt transparents" amb ells sobre el tracte de les minories musulmanes.
Els guàrdies frontereres del Kirguizstan van matar a 11 persones sospitoses de ser "membres d'un grup militant uigur anti-xinés" després de travessar la frontera kirguís-xinés de manera il·legal. Les autoritats kirguises van conduir diversos operacions antiterroristes a Bixkek l'any 2015. Calculen que almenys 500 ciutadans van unir-se a l'Estat Islàmic.

## Fets
Els tres ferits eren tots ciutadans kirguisos que treballaven en l'ambaixada. Es creu que el terrorista era un uigur, un grup ètnic originari del Turquestan Oriental, avui dia ocupat per la República Popular de la Xina i rebatejat com a Xinjiang.
El terrorista suïcida va ser l'única víctima mortal de l'atac. Tres funcionaris kirguises van resultar ferits. El vehicle utilitzat va ser un Mitsubishi Delica. Segons els serveis d'intel·ligència kirguisos, l'atemptat va ser ordenat pel líder del grup terrorista d'ètnia uigur establert a Síria anomenat Katibat al Tawhid wal Gihad i que són aliats del grup gihadista Jabhat Fateh al-Sham. L'atacant era militant del Partit Islàmic del Turquestan, una organització islàmica uigur considerada terrorista pels Estats Units, la República Popular de la Xina i el Kirguizstan, entre d'altres.